# Королевские Бескиды
Королевские Бескиды (укр. Королівські Бескиди) — национальный природный парк, расположенный на территории Самборского района (Львовская область, Украина). Создан 30 ноября 2020 года. Площадь — 8 997 га.

## История
Национальный природный парк был создан 30 ноября 2020 года согласно указу Президента Украины В. А. Зеленского № 526/2020 «О создании национального природного парка «Королевские Бескиды»» (Про створення національного природного парку «Королівські Бескиди»). 
Создан в целях сохранения, воспроизводства, эффективного использования природных комплексов и объектов Украинских Карпат, других природных комплексов и объектов, имеющих особую природоохранную, оздоровительную, историко-культурную, научную, образовательную, эстетическую ценность.

## Описание
В состав национального природного парка включено 8 997 га земель коммунальной собственности, находящиеся в постоянном пользовании коммунального предприятия «Старосамборское дочернее лесохозяйственное предприятие «Галсильлес», в том числе 8 691 га земель, предоставляемых национальному природному парку в постоянное пользование с изъятием у землепользователя, и 306 га земель в границах Днестрянского лесничества, которые включаются в его территорию без изъятия у землепользователя.
Парк расположен в западной части Львовской области на Верхнеднестровских Бескидах Украинских Карпат. Занимает бассейн реки Днестр и её приток (Яблонька, Лининка, Тисовичка). Парк имеет функциональные зоны: заповедная площадью 2 456 га (26%), зона регулируемой рекреации — 2 574 га (28%), зона стационарной рекреации — 179 га (4%) и хозяйственная — 3828 га (42%).